# حورة (مرجعيون)
حورة أو حورا هي إحدى القرى اللبنانية من قرى قضاء مرجعيون في محافظة النبطية.